# Alton Brooks Parker
Alton Brooks Parker (Cortland, 14 maggio 1852 – New York, 10 maggio 1926) è stato un avvocato, politico e giudice statunitense.
Laureatosi in legge a Kingston, New York, Parker fu giudice della Corte Suprema di New York dal 1885 al 1889, mentre in seguito (1897 - 1904) fu il presidente della Corte d'Appello di New York. Successivamente fece parte della scorta che accompagnava il governatore David Bennett Hill nel periodo in cui lo stesso Hill aveva ricevuto minacce di morte da parte di alcuni anarchici.
Nel 1904, un po' a sorpresa, Alton B. Parker ricevette dal Partito Democratico la nomination per le elezioni presidenziali dello stesso anno. La candidatura destò un certo clamore per il fatto che Parker non aveva alcuna esperienza politica. Questo però fu anche un vantaggio per Parker durante la convention, perché il partito era molto diviso: l'ala progressista, rappresentata da William Jennings Bryan nelle due precedenti elezioni, era priva di un candidato di peso, e alcuni temi, come il sistema aureo, erano oggetto di aspre divisioni interne.
Accusato di non avere davvero l'intenzione di diventare il presidente degli Stati Uniti, e patendo in una certa misura la concorrenza dei socialisti, Parker ottenne alle elezioni poco più di cinque milioni di voti, ovvero il 37,6% delle preferenze, venendo pesantemente sconfitto dal candidato del Partito Repubblicano Theodore Roosevelt, che prese il 56,4% dei consensi. I candidati minori ebbero un buon 3,2% complessivo.
Una volta incassata la sconfitta elettorale, Parker non volle più occuparsi di politica e tornò a fare l'avvocato ed il giudice, stavolta con meno successo rispetto alla giovinezza. Morì quasi settantaquattrenne a New York a causa di un infarto.
Nel 1905 lo scrittore Irving Stone scrisse un libro intitolato "L'altro candidato" nel quale inserì storie e vicende di tutti i candidati alla presidenza degli USA sconfitti alle elezioni. Nell'opera Alton Parker, l'unico che fino a quel momento non aveva una biografia, venne raffigurato come un uomo semplice e tranquillo, che desiderava sinceramente diventare il leader della sua nazione ma che non avrebbe fatto "carte false" per ottenere il suo scopo.